# Angélica Dass
Angélica Dass (Rio de Janeiro, 1979) é uma artista e oradora pública de origem brasileiro que mora em Madrid. Ela é a criadora de Humanae, uma coleção de retratos que revelam a diversidade de cores humanas, muito além da escala Pantone. É uma entusiasta das artes na educação e considera-se uma "ativadora mais que ativista". 

## Carreira
Angélica Dass é graduada em Belas Artes pela Universidade Federal do Rio de Janeiro e Mestre em Fotografia, Conceito e Criação na Escola EFTI de Madrid. Iniciou seu projeto em 2012, quando ela tirou retratos, chegando a extrair uma amostra colorida de 11 × 11 pixels de cada face. Este ponto de cor foi então colocado como o fundo da pessoa retratada, associando um código específico para catalogar a pele humana para o Pantone. O "preto", o "amarelo" e o "branco" desaparecem. Cada assunto representou uma tonalidade precisa da pele. Uma maneira simples, que mostra as diferenças de cada pele, mesmo entre irmão e irmã, entre mãe e filhos, entre primos. Um trabalho importante, em evolução contínua, que se concentra na identidade social, aumentando a singularidade e a riqueza do indivíduo. Em entrevista com a Vogue Angélica disse: que seu  projeto inclui mais de 3.700 imagens, tomadas em 28 cidades e em 18 países diferentes. Entre estes, para citar apenas alguns, há uma foto de uma pessoa mencionada pela Forbes, e também migrantes que atravessam o Mediterrâneo nos barcos. Há imagens feitas a gente sem-teto e a gente na sede da UNESCO. Há fotos de estudantes na Suíça e nas favelas do Rio de Janeiro. Todas as cores, crenças, identidade de gênero ou deficiência física, as imagens de um bebê recém-nascido ou um paciente terminal. Juntos compõem Humanae.
Em 2013 ganhou o premio como Melhor Exposição de Fotografia na galeria no Festival Off de PHoto com a exposição Humanae, e em 2016, sua carreira lança-se a novas dimensões com seu TED Global Talk, confirmando o grande potencial de seu trabalho para ir além da fotografia, tornando-se uma ferramenta de mudança social, que promove o diálogo e desafia preconceitos culturais. Hoje, esta palestra do TED ultrapassa os dois milhões de visualizações. Como parte da TED Residency 2018, ela apresenta sua nova palestra que será vista on-line em outubro de 2018.
O trabalho de Angélica transcende os museus e encontra nas aulas um grande universo de trabalho. Ela amplia a mensagem educacional da Humanae através de colaborações institucionais em todo o mundo, como colaborações com conselhos municipais de diferentes cidades do País Basco, escolas de formação de professores em Madrid, escolas secundárias na República Tcheca ou com a UNESCO e o Governo do Chile, alcançando um impacto de mais de 50 mil alunos em uma semana.
Ela também é uma oradora poderosa e inspiradora que lecionou em importantes organizações, como a Universidade de Salamanca, a Universidade de Bolonha, ou a UERJ - Rio de Janeiro; bem como o Congresso Internacional de Captação de Recursos - The Resource Alliance, na National Geographic e no World Economic Forum como líder cultural.
Essa carreira leva Angélica a fundar o Instituto Humanae, uma plataforma educacional sem fins lucrativos com o objetivo de posicionar a diversidade como um valor no processo educacional.

## Obra
Humanae (2012 - Em andamento). Trabalho fotográfico em progresso pela artista Angélica Dass, uma reflexão incomumente direta sobre a cor da pele, tentando documentar as verdadeiras cores da humanidade em vez das etiquetas falsas "branco", "vermelho", "preto" e "amarelo" associadas corrida. É um projeto em constante evolução buscando demonstrar que o que define o ser humano é sua inescapavelmente singularidade e, portanto, sua diversidade. O fundo para cada retrato é colorido com um tom de cor idêntico a uma amostra de 11 x 11 pixels tirada do nariz do sujeito e combinada com a paleta industrial Pantone®, que, em sua neutralidade, põe em questão as contradições e os estereótipos relacionados com a raça. Mais do que rostos e cores, são quase 4 mil voluntários, com retratos feitos em 18 países diferentes e 28 cidades diferentes ao redor do mundo, graças ao apoio de instituições culturais, assuntos políticos, organizações governamentais e organizações não-governamentais. O diálogo direto e pessoal com o público e a espontaneidade absoluta da participação são valores fundamentais do projeto e conotam-no com uma forte veia de ativismo. O projeto não seleciona participantes e não há data definida para sua conclusão. De alguém incluído na lista da Forbes, para refugiados que cruzaram o mar Mediterrâneo de barco, ou estudantes na Suíça e nas favelas do Rio de Janeiro. Na sede da UNESCO, ou num abrigo. Todos os tipos de crenças, identidades de gênero ou deficiências físicas, um recém-nascido ou um doente terminal, todos juntos constroem o Humanae. Todos nós, sem rótulos.
Matrescência - A transição para a maternidade (2018 - Em andamento). Um projeto entre Alexandra Sacks (M.D. Reproductive Psychiatrist) e Angélica Dass (fotógrafa).
280 Chibatadas (2018). Peça criada para a exposição Afroamericanos do Centro da Imagen, Cidade do México. Pesquisa e curadoria de Claudi Carreras.
Yo Soy Somos (2018). Jornal / exposição com o objetivo de compartilhar diferentes narrativas sobre mulheres migrantes. Marta, Alima, Gladys ... são alguns dos nossos protagonistas, com nomes próprios, mas com histórias que podem ser minhas, suas ou nossas. Histórias intercambiáveis, pessoais, coletivas, locais e globais, quebrando preconceitos e estereótipos, a partir de sua própria posição como sujeitos políticos. Tem sido exposto no Casino de la Reina, Centro Cultural Conde Duque  e no Mirador Usera (Madrid, Espanha); e na exposição coletiva "Far from Home”, Festival de Arte Contemporânea de Paraty (Rio de Janeiro, Brazil).
Vecinas (2016). Conselho do Governo Local do Distrito de Latina, Festival Multilatina 2016. Madrid, Espanha. é um projeto colaborativo entre a fotógrafa Angelica Dass e o Malian High Council, na Espanha, focado em abordar as histórias de diferentes mulheres nascidas no Mali, que migraram para a Espanha.
Da Cabeça Aos Pés (2012). Madrid, Espanha.
Desenredo (2012). Madrid, Espanha.

## Prêmios e reconhecimentos
· 2022 | Medalha de Ouro Cruz Roja
. 2018 | Residência TED. Nova Iorque, EUA.
· 2016 | Residência artística, Camadas Urbanas. Gibellina (Sicília), Itália.
· 2015 | Residência artística, Kenyon College. Gambier (Ohio), EUA.
· 2015 | Fellowship “ReGeneration³ - 50 Fotógrafos do Amanhã”, Musée de L'Elysée. Lausanne, Suíça.
· 2014 | Campus Fellowship PHE Grandes Maestros - Banco Sabadell (oficina com Rafal Milach), Festival PHotoEspaña. Madrid, Espanha.
· 2014 | Selecionado pela revista Time como um dos "Nove Fotógrafos Brasileiros Que Você Precisa Seguir".
· 2014 | Premiada como Melhor Exposição OFF, Festival PHotoEspaña. Madrid, Espanha.
· 2014 | Finalista, 19º FotoPres La Caixa. Barcelona-Madrid, Espanha.

## Exposições Humanae (trabalhos selecionados)
Individuais
· 2018 | Festival de Cinema de Tolerância de Zagreb. Instalação Exterior. Zagreb, Croácia.
· 2017 | Entrada do Fórum Econômico Mundial. Instalação Exterior. Davos, Suíça.
· 2017 | Bienal dell'Immagine. Instalação Exterior. Chiasso, Suíça.
· 2017 | Centro de Kingsport (Instalação Exterior) e Renaissance Center (Interior). Kingsport, Tennessee, EUA.
· 2017 | COACM (Colegio Oficial de Arquitetos de Castela-La Mancha). Instalação Exterior. Cuenca, Espanha.
· 2017 | The Health Museum. Houston, Texas, EUA.
· 2017 | GPP (Gulf Photo Plus) - Semana da Foto, Avenida de Alserkal. Dubai, Emirados Árabes Unidos.
· 2017 | FoLa (Fototeca Latinoamericana). Buenos Aires, Argentina.
· 2016 | Organização das Nações Unidas - Habitat III World Conference. Instalação Exterior. Parque Arbolito, Quito, Equador.
· 2016 | Centro da cidade de Bilbao Paseo Uribitarte - Dia Internacional Contra a Discriminação Racial. Instalação Exterior. Bilbao, Espanha.
· 2016 | Getxo Antzokia (Teatro Antigo). Instalação Exterior. Getxo, Espanha.
· 2015 | August Wilson Center | “Humanæ / I am August”. Instalação Exterior. Pittsburgh (Pensilvânia), EUA.
· 2015 | Museo Nazionale della Scienza e della Tecnologia | Departamento de Genética. Milão, Itália.
· 2015 | Noorderlicht Gallery. Projeto conjunto com alunos da Minerva Art Academy. Groningen, Holanda.
· 2014 | Fundação Internacional de Arte Contemporânea | Stiftelsen "3,14". Instalação Exterior. Bergen, Noruega.
· 2014 | San José Foto - Festival Internacional de Fotografia Instalação Exterior. San José, Uruguai.
· 2013 | PHE.br - Praça Rotary. Instalação Exterior. São Paulo, Brasil.
· 2013 | Festival PHotoEspaña - Galeria Max Estrella. Madrid, Espanha.
Coletivas
· 2018 | “EFTI, modos de mirar”, Centro Cultural Conde Duque, Madri, Espanha.
· 2017 | "FOTO É: RAEL”, Festival Internacional de Fotografia, Tel Aviv, Israel
· 2017 | “Proyecta. Imaginando otros posibles" ”Projeções na Plaza Mayor. Madri, Espanha.
· 2017 | “ReGeneration³” 2017-2016-2015, Museu de Arte de Lishui. Lishui, China / CENART (Centro Nacional das Artes). México DF, México / Format Festival, Galerias QUAD. Derby, UK / Museo Amparo. Puebla, México / Musée de l'Elysée. Lausanne, Suíça.
· 2017 | “No Turning Back: Sete Momentos da Migração que Mudaram a Grã-Bretanha”, Museu da Migração. Londres,
· 2017 | “Dois milhões de anos de migração”, Museu Neandertal, Mettmann, Alemanha.
· 2016 | Galeria da Biodiversidade, Centro Ciência Viva (CCV), Museu de História Natural e da Ciência da Universidade do Porto. Porto, Portugal.
· 2016 | "Fluxos de identidade. Rotas visuais através do Mar Mediterrâneo" - Triennale di Milano. Palazzo della Triennale, Milão, Itália / Bitume Photofest, Lecce, Itália / Photobiennale, Thessaloniki, Grécia / Festival Internacional de Fotografia Open Air. Gibellina (Sicília), Itália / UPHO Festival. Málaga, Espanha.
· 2016 | “One Planet”, Museon. Haia, Países Baixos.
· 2016 | “Design and Violence” (co-produzido pelo MoMA, NY), Science Gallery. Dublin, Irlanda.
· 2016 | “Visualizando o invisível - Data for Life”, Pacific Place. Yakarta, na Indonésia.
· 2016 | Bienal de fotos de Chennai. Chennai, na Índia.
· 2016 | “Color your life”, Museu Daelim. Seul, Coreia do Sul.
· 2015 | Festival de Fotografia de Deli, Centro Nacional de Artes Indira Gandhi. Nova Deli, India.
· 2015 | “Ni arte ni educación”, Matadero-Madrid. Madri, Espanha.
· 2015 | “Playground”, Världskulturmuseerna - Museus da Cultura Mundial. Gotemburgo, Suécia.
· 2015 | “% Tros - O valor da diferença”. Centex (Centro de Extensão do CNC - Conselho Nacional de Cultura e Artes). Valparaíso, Chile.
· 2014 | “As Américas: os Estados Unidos e a América Latina”, Addis Foto Fest (AFF), Museu Nacional da Etiópia. Adis Abeba, Etiópia.
· 2014 | “Encenação da realidade, documentação da ficção”, Festival de fotografia de Lagos, Ilha Victoria. Lagos, Nigéria.
· 2014 | “Narrativa Fotográfica”, Daegu Photo Biennale, Seoseong-ro. Daegu, Coreia do Sul.
· 2014 | V Bienal Internacional de Arte Contemporânea da Fundação ONCE, CentroCentro Cibeles de Cultura e Ciudadanía (CCC). Madri, Espanha.
· 2013 | ARCOmadrid, Galeria Max Estrella. Madri, Espanha.
· 2012 | ARTBO, Galeria Max Estrella. Bogotá, Colômbia.
· 2012 | EXPO Chicago, Galeria Max Estrella. Chicago (Illinois), EUA.
· 2012 | Festival PHotoEspaña OFF, Espaço EFTI. Madri, Espanha
*2019 | Premio Optimista Comprometida con la Cultura concedido pela revista Anoche Tuve un Sueño